# 미리벌초등학교
미리벌초등학교는 대한민국 경상남도 밀양시에 있는 초등학교다.

## 학교 연혁
- 2006.03.01. 미리벌초등학교로 개교(11학급)
- 2007.03.01. 도지정 특별활동 자율연구학교
- 2008.01.23. 전국 100대 교육과정 우수학교 선정
- 2009.12.16. 학교교육평가 최우수학교
- 2010.01.26. 학교교육과정 자율학교 우수학교 선정
- 2010.09.01. 교과부요청 학교문화개선 도시범학교
- 2013.12.10. 2013 경상남도 특색교육과정 최우수학교 선정
- 2013.12.13. 2013. 경상남도 100대 교육과정 우수학교 선정
- 2014.12.     2014. 경상남도 100대 교육과정 우수학교 선정
- 2016.03.01. 창의융합교육 선도학교 지정
- 2017.03.01. 교육부요청 STEAM 연구학교 지정(2년)
- 2021.07.04. 제50회 전국소년체육대회-배드민턴 여자초등부 3위
- 2022.02.11. 제16회 졸업 175명(누적 2359명)
- 2022.05.31. 제51회 전국소년체육대회-배드민턴 여자초등부 3위
- 2022.08.13. 제5회 대한민국 학생오케스트라 페스티벌 금상 수상
- 2022.09.01. 제8대 노형준 교장 부임